# Abrahám
Abrahám é um município da Eslováquia, situado no distrito de Galanta, na região de Trnava. Tem 15,78 km² de área e sua população em 2018 foi estimada em 1.087 habitantes.

## Demografia
| Ano:        | 1994 | 2004   | 2014   | 2024   |
| ----------- | ---- | ------ | ------ | ------ |
| Broj ljudi: | 1140 | 1079   | 1038   | 1112   |
| Razlika:    |      | -5,35% | -3,79% | +7,12% |

| Ano:               | 2023 | 2024   |
| ------------------ | ---- | ------ |
| Número de pessoas: | 1125 | 1112   |
| Diferença:         |      | -1,15% |